# イノシトールトリスリン酸
イノシトールトリスリン酸（英: Inositol trisphosphate, IP3）は、イノシトールに3つのリン酸がエステル結合した化学物質。ジアシルグリセロールと共に、細胞のシグナル伝達においてセカンドメッセンジャーの1つとして生体に利用されている。また、脂質メディエーターとしても使われる。
細胞膜に存在するリン脂質であるホスファチジルイノシトール4,5-ビスリン酸がホスホリパーゼCによって加水分解されると、
IP3とジアシルグリセロールが生成する。このうち、比較的脂溶性の高いジアシルグリセロールは細胞膜の中に存在するのに対し、IP3は水溶性であるため細胞質に拡散する。

## 作用
IP3は小胞体、または筋小胞体の膜にあるIP3受容体に結合、活性化し、カルシウムチャネルを開く。するとCa2+が細胞質、または筋形質に放出される。

## 機能

### ヒト
主な機能は貯蔵細胞小器官からのCa2+の動員と、細胞増殖およびその他の細胞反応の調節である。
平滑筋細胞では、細胞質のCa2+濃度を上昇させることで筋細胞（筋繊維）が収縮する。

### ショウジョウバエ
キイロショウジョウバエでは、IP3は眼細胞での光認識の細胞内伝達に利用されている。

### ウニ卵
ウニの遅い多精防止反応はホスファチジルイノシトール4,5-ビスリン酸 (PIP2)のセカンドメッセンジャーによって仲介されている。結合受容体の活性化によりホスホリパーゼCを活性化し、卵細胞膜のPIP2を加水分解して、卵細胞の細胞質にIP3を放出する。IP3は小胞体に拡散し、カルシウムチャネルを開く。